# Juras Požela

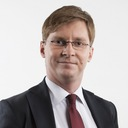
Požela

Juras Požela (* 12. April 1982 in Vilnius, Litauische SSR, Sowjetunion; † 16. Oktober 2016 ebenda) war ein litauischer sozialdemokratischer Politiker, Seimas-Mitglied und Gesundheitsminister Litauens. Er war außerdem ehemaliger Leiter der Lietuvos socialdemokratinio jaunimo sąjunga.

## Leben
Nach dem Abitur 2000 an der  Sekundarschule Antakalnis absolvierte Juras Požela von 2000 bis 2004 das Bachelorstudium der Kommunikations- und Informationswissenschaften und 2006 das Masterstudium der Journalistik an der Kommunikationsfakultät der Universität Vilnius. 2003 studierte er an der Saxion Hogeschool Ijselland (Niederlande).
Ab 2000 war Požela Mitglied der Lietuvos socialdemokratų partija. Ab 2003 war er Vorstandsmitglied und von 2011 bis 2013 Leiter der sozialdemokratischen Jugendorganisation Lietuvos socialdemokratinio jaunimo sąjunga (LSDJS) sowie Mitglied der Young European Socialists (ECOSY).
Bis August 2010 arbeitete er als Direktor in der Abteilung für Jugendangelegenheiten im litauischen Sozialministerium. Von 2003 bis 2012 war Požela Mitglied im Rat der Stadtgemeinde Vilnius. Ab November 2012 war er Mitglied im Seimas. 2012 war Požela Mitglied des Gesundheitsausschusses und von 2012 bis 2013 Mitglied des Europaausschusses. Ab 2015 war er stellvertretender Parteivorsitzender der LSDP, Stellvertreter von Algirdas Butkevičius. Am 10. März 2016 ernannte ihn Dalia Grybauskaitė zum Minister. Ab dem 15. März 2016 war Požela als Nachfolger der Juristin Rimantė Šalaševičiūtė Gesundheitsminister Litauens im Kabinett Butkevičius.
2012 heiratete er Živilė Poželienė, eine Juristin, die von 2015 bis 2016 als Rechtsanwaltsgehilfin arbeitete. Die beiden haben einen gemeinsamen Sohn (* 2014).
Ab dem 16. August 2016 wurde Požela in den Kliniken Santariškės wegen Pankreatitis behandelt. Tags darauf wurde er in die Abteilung für Reanimation und Intensivmedizin in Santariškės verlegt. Bei der Parlamentswahl in Litauen 2016 wurde Požela am 9. Oktober 2016 als Listenkandidat der LSDP zum Seimas-Abgeordneten gewählt. Er starb sieben Tage später in der Klinik, die er seit August nicht mehr verlassen hatte.